# 大寺正晃
大寺 正晃（おおでら まさあき、1961年〈昭和36年〉9月25日 - ）は、日本の政治家。福島県須賀川市長（1期）。元須賀川市議会議員（4期）。

## 来歴
福島県須賀川市出身。須賀川市立第一小学校、須賀川市立第一中学校、福島県立須賀川高等学校（現・福島県立須賀川創英館高等学校）卒業。コンビニエンスストア経営を経て、2011年の須賀川市議会議員選挙で初当選し、4期務める。2023年9月に市議会議長に就任。このほか保護司や須賀川地方ユネスコ協会副会長を務める。
2024年1月、須賀川市長の橋本克也は新年最初の記者会見で「今年夏に予定される市長選挙に出馬せず、政治活動に終止符を打ちたい」と、今期限りで引退することを表明した。6月に大寺は7月の市長選挙に立候補することを表明、市議会議員を辞職した。市長選挙には元市議会副議長も立候補を表明し、16年ぶりの選挙戦となった。7月の市長選挙では、地元市議18人、県議3人や、商工・農業団体からも支援を受け組織戦を展開した大寺が、元市議を破り初当選した。